# Mike Johnson (giocatore di football americano)
Michael P. Johnson (Pensacola, 6 giugno 1987) è un ex giocatore di football americano statunitense che ha militato nel ruolo di offensive guard per gli Atlanta Falcons della National Football League (NFL). Fu scelto nel corso del terzo giro (98º assoluto) del Draft NFL 2010. Al college ha giocato a football all'Università dell'Alabama vincendo un campionato NCAA e venendo premiato due volte come All-American.

## Carriera

### Atlanta Falcons
Johnson fu scelto nel corso del terzo giro del Draft NFL 2010 dagli Atlanta Falcons. Nella sua stagione da rookie non scese mai in campo mentre nella successiva solo due volte, passando la maggior parte dell'anno in lista infortunati. Nel 2012 riuscì a disputare tutte le 16 gare della stagione regolare, inclusa un come titolare. Johnson, che durante la pre-stagione sembrò il favorito per diventare l'offensive tackle destro titolare dei Falcons nella imminente stagione, si ruppe un perone e si slogò una spalla il 6 agosto 2013, venendo inserito in lista infortunati tre giorni dopo.

## Palmarès
- Campione NCAA: 1

Alabama Crimson Tide: 2009

## Statistiche
| Partite totali      | 18 |
| Partite da titolare | 1  |